# Polvere di stelle
Polvere di stelle és una pel·lícula de comèdia italiana del 1973 escrita (en col·laboració amb Ruggero Maccari i Bernardino Zapponi), dirigida i protagonitzada per Alberto Sordi amb la coprotagonista Monica Vitti, ambientada en el món del avanspettacolo dels anys de la Segona Guerra Mundial. Quatre anys més tard, la RAI va retre homenatge a la mateixa època amb el programa de varietats Bambole, non c'è una lira.

## Argument
Roma, 1943. Mimmo Adami i Dea Dani són marit i muller; Mimmo és empresari de teatre i Dea soubrette. Junts dirigeixen la Companyia Dani Adami Grandi Spectazioni i intenten arribar a final de mes a la ciutat ocupada. L'empresa, després d'un llarg període d'escassetat, accepta l'única oferta de treball disponible i rebutjada per altres: muntar una gira als Abruzzo, una regió devastada pels bombardejos que tenen lloc el mateix dia en què Mimmo accepta escriure.
A partir d'aquest moment, l'empresa ruïnosa s'ha d'enfrontar a una sèrie d'esdeveniments inesperats; obligats a alimentar-se de castanyes i dormir als trens, fan el seu espectacle en modestos teatres de província per a uns quants espectadors, inevitablement acaben de riure. Després d'una de les vetllades, reben una invitació inesperada per sopar de Don Ciccio Caracioni, propietari del teatre, que té la mirada posada en els ballarins. En canvi, després de sopar, mentre Don Ciccio dorm borratxo, la companyia assalta el seu rebost, i després aconsegueix escapar durant un bombardeig.
Durant la marxa cap a la destinació del següent espectacle, es troben amb el rei d'Itàlia i la seva consort que, arran de l'armistici, són desplaçant-se amb cotxe cap a Pescara.
Durant un dels espectacles que la companyia feia aquells dies als Abruços, l'exèrcit alemany assalta el teatre i deté tots els membres de la companyia. El grup s'arrisca a l’escamot d'afusellament, però es salven gràcies a la Dea, que es lliura al Jerarca Federal responsable del seu destí. Aleshores són embarcats cap a Venècia, on haurien d'actuar a la República Social Italiana, però com que el vaixell en què viatjaven és segrestat per mariners, finalment aterren a la Província de Bari, ja alliberat pels aliats. Aquí Mimmo, Dea i la companyia viuen del seu enginy i es troben amb diversos personatges però, sobretot, s'endinsen en les bones gràcies de les tropes d'ocupació, muntant espectacles musicals i petits espectacles a bord dels vaixells militars i a les estructures ocupades.
Còmplice dels gustos simples dels militars, la companyia aconsegueix muntar un cicle d'espectacles apreciats anomenat Stardust (pols d'estrelles) amb un desplegament considerable de mitjans per a les tropes aliades al famós teatre Petruzzelli. Mimmo i Dea viuen el seu somni de glòria i fan fantasia amb un futur encara més brillant; Dea també té una història captivadora amb un soldat anomenat John.
La notorietat efímera, però, està destinada a acabar. La Dea, convençuda que pot embarcar amb John cap als Estats Units, va al port per trobar que ell ja ha marxat. L'entusiasme inicial passa aviat: la majoria de les tropes es mouen des de Bari, arribant a alliberar Roma i arriben companyies de gran varietat, que ara poden viatjar, per muntar espectacles més d'acord amb els gustos civils. L'empresa és expulsada sense previ avís.
Després de la incredulitat inicial, però segurs de poder repetir el mateix èxit, Mimmo, Dea i la companyia tornen a la capital per demanar, en va, escrits dignes de la seva "bravura"; actors famosos tornen a tocar als teatres, i per a una petita companyia de vodevil fora del cercle que compta, la vida es fa cada cop més dura i difícil, fins que Mimmo i Dea són abandonats al seu destí per tota la companyia. Finalment, després de vendre un anell de la Dea i tots els vestits escènics, es veuen reduïts a viure patèticament de lamentacions.

## Banda sonora
La banda sonora està comissariada amb peces d'època i altres originals de Piero Piccioni i Alberto Sordi, com ara:
- Ma 'ndo Hawaii
- Polvere di stelle (Stardust)
- Sentimentale
- Addio sogni di gloria
- L'amore è un treno
- Anchors aweigh

Destaca sobre tots la cançó goliàrdica Ma 'ndo Hawaii, lletra d’Alberto Sordi, leitmotiv dels espectacles.

## Repartiment
La pel·lícula compta amb cameos de dos actors coneguts de la revista italiana de l'època: Carlo Daiuto i Wanda Osiris, que s’interpreten a ells mateixos en una època trenta anys abans, fent emblemàtica la figura d'Osiris, de seixanta-vuit anys en el moment del rodatge.
En un petit paper sense acreditar (balla el tip-tap a la Galleria, i demana a Mimmo que el porti a la companyia), reconeixem un jove Alvaro Vitali.
El paper de director del Teatro Petruzzelli va ser confiat al periodista Piero Virgintino, crític de cinema de La Gazzetta del Mezzogiorno.
El mariner nord-americà que s'enamora de Dea és interpretat per John Phillip Law, fresc de la popularitat que va tenir a Barbarella i Diabolik.

## Producció
Es coneixen dues versions de la pel·lícula, una de 145 minuts de durada, l'altra, escurçada a 123 minuts, en què es tallaven seqüències que podrien haver estat una mica més vulgars (es va eliminar la part on la companyia Sordi canta la cançó Attaccati all'Asse!). La versió completa, així com al cinema, també ha estat emesa al llarg dels anys per Rai i Mediaset, però mai no ha arribat a videocasset, ni tampoc al DVD.
La segona versió va ser editada pel mateix Sordi. És l'única pel·lícula en què John Phillip Law es va doblar a si mateix.

## Ubicacions de la pel·lícula
La història transcorre a Roma, a Abruços i a la Província de Bari, encara que en alguns casos (per exemple Pizzico di Sotto i Canneto d'Abruzzo) el ambientació i en llocs imaginaris. Diversos exteriors ambientats a Bari es van rodar en altres ubicacions. Tot i que part de la història està ambientada als Abruços, no es va rodar cap escena en aquesta regió.
El panorama inicial (el soldat alemany) va ser filmat al passeig Gianicolo de Roma; altres escenes estaven ambientades a la Galleria Colonna - ara porta el nom d'Alberto Sordi- i carrers adjacents; al Foro Italico (la seu dels Forces aliades on van Mimmo i la companyia buscar escriure) i el proper Stadio dei Marmi. Fins i tot l'escena ambientada a l'estació Pizzico di Sotto, la ubicació fictícia de debut de la gira pels Abruços, va ser filmat a l'estació de Roma San Pietro.
La casa de Don Ciccio Caracioni és Palazzo Anguillara a Faleria (VT).
La producció es va quedar a Bari durant molt de temps, rodant diverses escenes al Bari Vecchia, al Lungomare di Bari i al Teatro Petruzzelli (interior i exterior). També es va fer una recuperació al camp entre Martina Franca i Locorotondo (John i Dea al Jeep). El port, però, no és el de Bari sinó de Nàpols ja que en aquell moment hi atracaven els vaixells de l'Armada dels Estats Units al moll de San Vincenzo; el Grande hotel delle Nazioni (el quarter general de les tropes aliades), a les escenes interiors representa el mateix hotel a la Lungomare Nazario Sauro a Bari, mentre que els exteriors es van filmar a l'antic casino Paradiso sul mare d’Anzio.
També al port de Nàpols, al moll de Beverello, l'escena de l'espectacle es va rodar al vaixell militar USS Cascade, posats a disposició per l’ Armada dels Estats Units. Molts mariners estatunidencs van aparèixer com a figurants i és evident que els seus uniformes són dels anys 1970 i no de principis dels 1940, que és l'escenari de la pel·lícula.
El Teatro Pomponi on la companyia va ser capturada pels nazis-feixistes és l'antic cinema Itàlia a Pomezia (RM); La següent escena, en què la companyia és carregada en camions i traslladada, es va filmar a la Piazza Indipendenza adjacent. A l'escena següent, els homes de la companyia són traslladats a una caserna, que és en realitat l'estadi Domenico Francioni de Latina.
El moll des del qual la companyia navega des dels Abruços fins a Venècia es troba al petit port de Bagnoli, prop de Nàpols.

## Error històric
La Bandera americana present a l'escenografia gegant de l'espectacle en un Bari alliberat pels aliats no és la rellevant per al període històric. Fins al 1959, la segona bandera més longeva va ser la del 1912 amb 48 estrelles col·locades en un rectangle, que va onar a les dues guerres mundials. El mostrat va entrar en vigor l'any 1960 sota la presidència de Dwight D. Eisenhower i té 50 estrelles. Les tropes aliades implicades en l'alliberament de Roma estaven sota el comandament del general nord-americà Mark Clark.

## Crítica
Callisto Cosulich a Paese Sera del 15 de setembre 1973: "La pel·lícula de Sordi es divideix en dues parts clarament diferenciades, també pel que fa a la qualitat. La primera, que dura fins al 8 de setembre, és més aviat mediocre i pateix la comparació aclaparadora que qualsevol pot fer amb l'escena del Ambra Jovinelli a Roma de Federico Fellini. La segona, però, troba l'equilibri adequat entre realitat, història i convenció, oferint-nos, entre altres coses, una descripció del Bari aliat que és absolutament inèdita per al nostre cinema. I en reviure els espectacles i l'ambient de Aquell període caòtic, cal reconèixer que Polvere di stelle revela ambicions (parcialment realitzades) superiors a les necessitats modestes d'una pel·lícula tradicional. Pel que fa als actors, no és des d'avui que ens adonem que Sordi és molt més contingut (i per tant acceptable) quan dirigeix. Com a conseqüència es veu obligat a contenir també a Vitti, per no deixar-se aclaparar. En definitiva, a força de contenció acaben formant una parella ben emparellada i molt eficaç”.

## Reconeixements
- 1974 - David di Donatello
  - Millor actriu protagonista (Monica Vitti)